# Flärken (Björna socken, Ångermanland, 709267-162172)
Flärken är en sjö i Örnsköldsviks kommun i Ångermanland och ingår i Gideälvens huvudavrinningsområde. Sjön har en area på 0,299 kvadratkilometer och ligger 240 meter över havet. Sjön avvattnas av vattendraget Flärkån.

## Delavrinningsområde
Flärken ingår i det delavrinningsområde (709292-162143) som SMHI kallar för Utloppet av Flärken. Medelhöjden är 260 meter över havet och ytan är 4,17 kvadratkilometer. Räknas de 39 avrinningsområdena uppströms in blir den ackumulerade arean 468,53 kvadratkilometer. Flärkån som avvattnar avrinningsområdet har biflödesordning 2, vilket innebär att vattnet flödar genom totalt 2 vattendrag innan det når havet efter 103 kilometer. Avrinningsområdet består mestadels av skog (67 procent) och sankmarker (22 procent). Avrinningsområdet har 0,4 kvadratkilometer vattenytor vilket ger det en sjöprocent på 9,6 procent.